# Акбалик
Акбали́к (каз. Ақбалық) — станційне селище у складі Саркандського району Жетисуської області Казахстану. Входить до складу Лепсинського сільського округу.
Населення — 34 особи (2021; 90 у 2009, 83 у 1999, 81 у 1989).